# Sistema de compensação de energia elétrica
Sistema de Compensação de Energia Elétrica, também conhecido pelo termo em inglês net metering,  é um procedimento no qual um consumidor de energia elétrica instala pequenos geradores em sua unidade consumidora (como, por exemplo, painéis solares fotovoltaicos e pequenas turbinas eólicas) e a energia gerada é usada para abater o consumo de energia elétrica da unidade. Quando a geração for maior que o consumo, o saldo positivo de energia poderá ser utilizado para abater o consumo em outro posto tarifário ou na fatura do mês subsequente.
As políticas de net metering podem variar de acordo com os países, estados ou cidades. Diferentemente do feed-in tariff (FIT) ou medição por tempo de uso (TOU), o net metering pode ser implementado sem requerer nenhuma medição especial, ou mesmo qualquer acordo ou notificação prévia.
Net metering é uma política destinada a promover o investimento privado em energia renovável.